# Bitwa pod Aduą

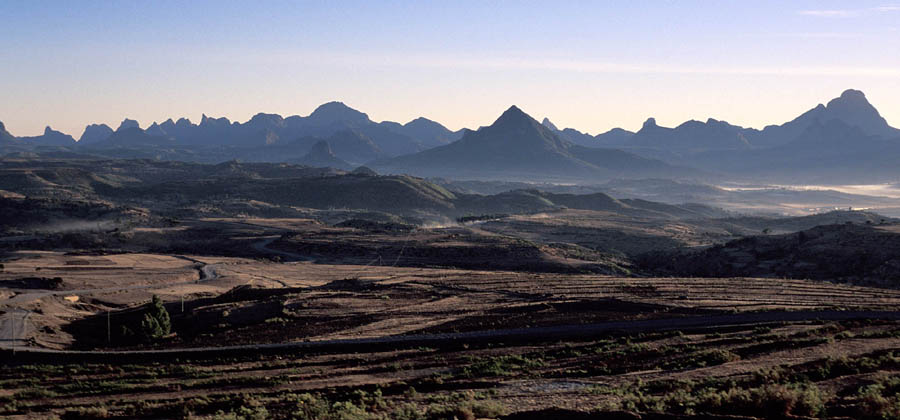
Tereny w pobliżu Aduy

Bitwa pod Aduą – starcie zbrojne, które miało miejsce 1 marca 1896 w pobliżu miasta Adua w północnej Etiopii pomiędzy włoskim korpusem inwazyjnym pod dowództwem gen. Oreste Baratieri, a wojskami etiopskimi cesarza Menelika II. Bitwa zakończyła się klęską armii włoskiej. 

## Historia
Siły włoskie liczyły 10,6 tys. Włochów i ponad 7 tys. Erytrejczyków z wojsk kolonialnych, wyposażonych w 14,5 tys. karabinów i 56 najnowocześniejszych dział. Siły etiopskie liczyły 80 tys. żołnierzy uzbrojonych w karabiny i 20 tys. żołnierzy uzbrojonych w broń białą, wspieranych przez 42 działa starej generacji, ale zdeterminowanych i wierzących w zwycięstwo po pierwszych zwycięskich walkach (m.in. bitwa pod Amba Alagi).
Generał Baratieri podzielił swoją armię na trzy kolumny pod dowództwem generałów: Albertone, Arimondi i Dabormidy oraz grupę rezerwową pod dowództwem gen. Elany. Podział na cztery oddalone od siebie oddziały stał się główną przyczyną klęski Włochów, gdyż poszczególne kolumny musiały walczyć oddzielnie, dowodzenie oddalonymi oddziałami było bardzo utrudnione, a w dalszych etapach bitwy wręcz niemożliwe.
Etiopczycy pokonali najpierw kolumnę generała Albertone, który zaatakował jako pierwszy, a następnie po burzliwej walce sam dostał się do niewoli. Jego żołnierze zostali rozproszeni, co spowodowało wybuch paniki i zamieszanie w następnych kolumnach. Ścigając resztki z pierwszej kolumny, wojska etiopskie uderzyły na kolumnę generała Arimondi, którą wkrótce otoczyły. Kontratak wojsk rezerwowych gen. Elany wobec ogromnej przewagi Etiopczyków szybko się załamał. Najdłużej, bo przez 11 godzin, opierało się wojskom etiopskim ugrupowanie gen. Dabormidy. Włosi walczyli do wyczerpania się amunicji, a następnie zaczęli wycofywać się, zachowując początkowo dyscyplinę i szyk bojowy. Świadomość porażki pozostałych kolumn i utraty zabitych lub wziętych do niewoli dowódców oraz nieustanne ataki pościgowych oddziałów etiopskich spowodowały jednak przekształcenie się odwrotu w chaotyczną ucieczkę.
Straty włoskie były bardzo duże: 11 tys. zabitych i rannych żołnierzy, 4 tys. w niewoli, utracono całą artylerię, 11 tys. karabinów i wiele innego sprzętu. Straty Etiopczyków wyniosły 4 tysiące zabitych i 6 tys. rannych.
Bitwa ta miała olbrzymie znaczenie dla obu krajów. Pozwoliła Etiopii obronić swoją niepodległość, podniosła prestiż międzynarodowy kraju, powstrzymała kolonialne zakusy Włoch na następnych 40 lat. Jej wynik odbił się również głośnym echem w całej Europie i w koloniach. We Włoszech zmianie uległ przede wszystkim wyraz ideologii nacjonalistycznej, w której pojawił się rewanżyzm i myśl imperialna, ostatecznie mające skutki w następnej wojnie, rozpoczętej atakiem Włoch na Abisynię w 1935 roku, w czasie której zmyto tzw. „hańbę Aduy”, kiedy po bombardowaniu wykonanym przez włoskie lotnictwo miasto zostało zmuszone do kapitulacji.